# Maiscoe, Florești
Maiscoe (nume mai vechi: Fundoaia, Principesa Elena) este un sat din cadrul comunei Iliciovca din raionul Florești, Republica Moldova.

## Demografie

### Structura etnică
Structura etnică a satului conform recensământului populației din 2004:
| Grup etnic       | Populație | % Procentaj |
| ---------------- | --------- | ----------- |
| Ucraineni        | 267       | 77,17%      |
| Ruși             | 35        | 10,12%      |
| Moldoveni/Români | 34        | 9,83%       |
| Găgăuzi          | 4         | 1,16%       |
| Bulgari          | 1         | 0,29%       |
| Alții            | 5         | 1,45%       |
| Total            | 346       | 100%        |